# Эзеквем, Кимберли
Ки́мберли Эзеквем (нем. Kimberly Ezekwem; род. 19 июня 2001, Мюнхен) — немецкий футболист нигерийского происхождения, защитник клуба «Фрайбург II».

## Клубная карьера
Эзеквем — воспитанник клубов «Бавария» и «Фрайбург». 6 мая 2023 года в против «РБ Лейпциг» он дебютировал в Бундеслиге в составе последних. 16 июня 2023 года Эзеквем подписал однолетние арендное соглашение с клубом «Падерборн 07» (контракт вступил в силу 1 июля).

## Статистика выступлений
| Клуб             | Сезон            | Лига | Лига | Кубок | Кубок | Итого | Итого |
| Клуб             | Сезон            | Игры | Голы | Игры  | Голы  | Игры  | Голы  |
| ---------------- | ---------------- | ---- | ---- | ----- | ----- | ----- | ----- |
| Фрайбург II      | 2020/2021        | 37   | 0    | 0     | 0     | 37    | 0     |
| Фрайбург II      | 2021/2022        | 14   | 0    | 0     | 0     | 14    | 0     |
| Фрайбург II      | Итого            | 51   | 0    | 0     | 0     | 51    | 0     |
| Всего за карьеру | Всего за карьеру | 51   | 0    | 0     | 0     | 51    | 0     |